# Välkommen jul
Välkommen jul är ett julalbum från 2011 med Jill Johnson, inspelat tillsammans med Gävlesymfonikerna. Albumet såldes i Sveriges ICA-affärer för att samla in pengar till World Childhood Foundation.
I samband med albumsläppet medverkade Jill Johnson även i SVT:s Luciafirande den 13 december 2011, där hon framförde sångerna Away in a Manger och I väntan på julen ("Greensleeves").

## Låtlista
|    | Titel                                                             | Låtskrivare                                                     | Längd |
| -- | ----------------------------------------------------------------- | --------------------------------------------------------------- | ----- |
| 1  | Amazing Grace                                                     | trad.                                                           | 3:55  |
| 2  | I'l Be Home for Christmas                                         | Kim Gannon, Buck Ram, Walter Kent                               | 3:52  |
| 3  | I väntan på julen ("Greensleeves") (duett med Tommy Körberg)      | trad.                                                           | 3:39  |
| 4  | Det är en ros utsprungen (Es ist ein Ros Entsprungen)             | trad. text av Tekla Knös                                        | 3:20  |
| 5  | A Cradle in Bethlehem                                             | Larry Stock, Alf Bryan                                          | 3:09  |
| 6  | Christmas Withou You                                              | Jörgen Elofsson, Liz Rodrigues                                  | 3:38  |
| 7  | En julsaga ("Fairytale of New York") (duett med Stefan Sundström) | Shane MacGowan, Jem Finer (svenska: Marie Nilsson, Per Persson) | 4:54  |
| 8  | The First Noel                                                    | trad.                                                           | 4:26  |
| 9  | Angel                                                             | Sarah McLachlan                                                 | 3:40  |
| 10 | Away in a Manger                                                  | William J. Kirkpatrick, lyrics: trad                            | 2:14  |
| 11 | Stilla natt ("Stille Nacht, heilige Nacht")                       | Franz Gruber, Torsten Fogelqvist, Oscar Mannström               | 4:26  |
| 12 | Silver Bells                                                      | Jay Livingston, Ray Evans                                       | 5:02  |

## Medverkande
- Producent, dirigent, arrangör - Peter Nordahl
- Inspelad i Gävle konserthus, augusti 2011
- Inspelningsproducent/ljuddesign - LG Nilsson
- Ljudtekniker - Mikael Dahlvid
- Vokala samt kompletterande inspelningar i Nilento Studio, Göteborg
- Inspelningstekniker - Lasse Nilsson
- Förproduktion samt kompletterande inspelningar i Atlantis Studio, Stockholm
- Inspelningsproducent/ljuddesign - Gunnar Nordén & Micke Herrström
- Mix och mastering - Lasse Nilsson, Nilento Studio
- Editering - Lasse Nilsson och Mikael Dahlvid
  - Arrangemang "En julsaga" och "A Cradle in Bethlehem" – Karl Johan Ankarblom
  - Arrangemang "I'll Be Home for Christmas" – Mattias Hansson
- Orkesterproducent - Gävle symfoniorkester, Einar Ander & Malin Gjörup

- Sångsolist - Jill Johnson
- Gästsolist - Tommy Körberg ("I väntan på julen")
- Gästsolist - Stefan Sundström ("En julsaga")
- Flygel/Celesta/Fender Rhodes - Peter Nordahl
- Akustisk gitarr - Mattias Torell ("Angel" & ("Christmas With You")
- Cello - Paula Gustafsson Apola ("Away in a Manger")
- Flygelhorn - Lasse Nilsson ("Away in a Manger")
- Elbas - Gunnar Nordén ("Christmas With You")

- Fotograf, omslag - Mats Oscarsson
- Hårstylist - Rick Ljung
- Make Up - Kia Wennberg
- Styling - Eva Lindh

### Fotnoter
1. ↑  ”Välkommen jul”. Svensk mediedatabas. 26 februari 2011. http://smdb.kb.se/catalog/id/002850609. Läst 26 oktober 2014.
2. ↑  ”Jill Johnson välkomnar julen till förmån för Childhood”. World Childhood Foundation. 1 december 2011. Arkiverad från originalet den 23 september 2015. https://web.archive.org/web/20150923202724/http://www.childhood.se/nyheter/aktuellt/nyhet. Läst 26 oktober 2014.
3. ↑  ”Sveriges Television”. 26 februari 2011. Arkiverad från originalet den 8 januari 2012. https://web.archive.org/web/20120108051016/http://svt.se/2.114280/1.2625052/luciamorgon. Läst 13 december 2011.